# Sobór Zmartwychwstania Pańskiego w Chicago
Sobór Zmartwychwstania Pańskiego – prawosławny sobór w Chicago, należący do eparchii Nowej Gračanicy Serbskiego Kościoła Prawosławnego. 
Serbska parafia prawosławna w Chicago zainicjowała swoją działalność w 1892; pierwsze nabożeństwa odbyły się w wynajmowanym pomieszczeniu, które służyło także prawosławnym wspólnotom rosyjskiej i greckiej. Od 1905 wspólnota korzystała z własnej kaplicy. Budowa kolejnej, większej świątyni została zainicjowana w 1932 i ukończona w roku następnym. Poświęcenia obiektu dokonał biskup Mardariusz (Uskoković). W 1948 obiekt został powiększony. Status soboru został nadany świątyni w 1964. 
W latach 1974–1975 w Chicago został wzniesiony nowy sobór Zmartwychwstania Pańskiego. Budynek poświęcił 7 stycznia 1975 biskup Firmilian (Drazić). Od 1990 w soborze znajduje się kamień z Grobu Pańskiego w Jerozolimie, który co roku jest umieszczany w konstrukcji Grobu Pańskiego w cerkwi. Na początku lat 90. XX wieku w soborze wykonano nowe freski w części ołtarzowej i w nawie. 
W 1992 sobór odwiedził patriarcha serbski Paweł.